# Amazon Chime
A Amazon Chime é uma plataforma de webconferência que fornece serviços de agendamento de reuniões, de links de reuniões personalizados, de compartilhamento de tela, de lista visual, de gravação, de bate-papo online e de mensagens de texto. É voltada a empresas de todos os tamanhos.
A plataforma funciona por meio de aplicativos para Android, iOS, Windows e MacOS e pode ser acessada pelo celular e pelo computador. Além disso, no momento da reunião, o aplicativo liga todos os dispositivos do usuário para ajudar a garantir que este nunca se atrase e que a reunião comece no horário. Todas as conversas, que podem ser gravadas para consulta posterior, têm criptografia avançada em 256 bits para proteger os dados trafegados.
A ferramenta oferece definição de preço de acordo com o uso, o que permite que se pague pelos recursos utilizados, apenas nos dias de uso. O serviço é gratuito somente para chamadas entre duas pessoas pelo computador ou celular. Por US$ 2,50 mensais por moderador, o plano Plus oferece conversas em vídeo com até 16 pessoas ao mesmo tempo via computador e 8 pessoas pelo smartphone. A assinatura Pro permite criar salas de reunião com até 100 integrantes e custa ao moderador US$15 por mês.